# Herbert Wise
Pour les articles homonymes, voir Wise.
Herbert Wise est un réalisateur et producteur autrichien né le 31 août 1924 à Vienne (Autriche), et mort le 5 août 2015.

## Filmographie

### comme réalisateur
- 1974 : Mutzen Ab! (TV)
- 1957 : Shadow Squad (série TV)
- 1959 : Knight Errant Limited (série TV)
- 1962 : Z-Cars (série TV)
- 1963 : To Have and to Hold
- 1963 : The Victorians (feuilleton TV)
- 1963 : First Night (TV)
- 1964 : A Fear of Strangers (TV)
- 1965 : Six Shades of Black (série TV)
- 1969 : The Exiles (TV)
- 1969 : Men of Iron (TV)
- 1970 : The Italian Table (TV)
- 1971 : Elizabeth R ("Elizabeth R") (feuilleton TV)
- 1972 : Man of Straw (feuilleton TV)
- 1972 : Mrs. Warren's Profession (TV)
- 1973 : The Lovers!
- 1973 : Helen: A Woman of Today (série TV)
- 1973 : Vienna 1900 (feuilleton TV)
- 1974 : The Gathering Storm (TV)
- 1975 : The Secret Agent (TV)
- 1976 : Moi Claude empereur ("I, Claudius") (feuilleton TV)
- 1978 : The Norman Conquests: Table Manners (TV)
- 1978 : The Norman Conquests: Living Together (TV)
- 1978 : The Norman Conquests: Round and Round the Garden (TV)
- 1979 : Julius Caesar (TV)
- 1981 : Skokie, le village de la colère (Skokie) (TV)
- 1983 : Number 10 (en) (série TV)
- 1983 : Death of an Expert Witness (feuilleton TV)
- 1983 : Les Aventures de Caleb Williams ("Caleb Williams") (feuilleton TV)
- 1984 : Pope John Paul II (TV)
- 1985 : Rendez-vous à Fairboroug (Reunion at Fairborough) (TV)
- 1986 : The Christmas Tree (TV)
- 1986 : Welcome Home, Bobby (TV)
- 1988 : Strange Interlude (TV)
- 1989 : The Woman in Black (TV)
- 1990 : The Best Man to Die (TV)
- 1990 : Life After Life (TV)
- 1991 : A New Lease of Death (TV)
- 1992 : Covington Cross (série TV)
- 1992 : The Speaker of Mandarin (TV)
- 1994 : Class Act (série TV)
- 1996 : Ruth Rendell: The Strawberry Tree (feuilleton TV)
- 1996 : Breaking the Code (TV)
- 1997 : Noah's Ark (série TV)
- 2000 : Le Dixième Royaume ("The 10th Kingdom") (feuilleton TV)

### comme producteur
- 1961 : The Big Pride (TV)
- 1963 : Drama 61-67 (TV)